# Bolesław Fichna
Bolesław Fichna, ps. „Semen”, „Aleksander Semen”, „Bolesław” (ur. 23 lutego 1891 w Łodzi, zm. 22 kwietnia 1945 w KL Flossenbürg) – polski prawnik, adwokat, działacz polityczny okresu dwudziestolecia międzywojennego, poseł na Sejm Ustawodawczy (1919–1922) i III kadencji (1930–1935) oraz senator RP V kadencji (1938–1939), zastępca członka Rady Obrony Państwa w 1920 roku, członek Koła Parlamentarnego Obozu Zjednoczenia Narodowego w 1938, kawaler Orderu Virtuti Militari. 

## Życiorys
Urodził się w rodzinie Franciszka, rzemieślnika, i Antoni z Mecnerów. Był starszym bratem Alfonsa, który poległ 5 listopada 1915 pod Wielkim Miedwieżem, jako szeregowiec 4. kompanii V batalionu 7 pułku piechoty .
Naukę rozpoczął w Męskim Rosyjskim Gimnazjum Rządowym przy ul. Mikołajewskiej w Łodzi. W 1905 roku uczestniczył w strajku szkolnym oraz przystąpił do PET (w latach 1908–1910 był jej przywódcą w Łodzi), był również jednym z założycieli i przywódców „Zarzewia”. 2 kwietnia 1910, w związku z akcję bojkotu szkoły rosyjskiej, uczestniczył w zjeździe młodzieży gimnazjalnej w Warszawie, gdzie został aresztowany przez Ochranę. Był więziony przez ponad 3 miesiące i 19 lipca wydalono go z terenu zaboru rosyjskiego. Walce o polską szkołę poświęcił książkę Z dni górnych i chmurnych. Wspomnienia (1929). Maturę zdał po powrocie w Gimnazjum Polskim w Łodzi – był jednym z sześciu uczniów, którzy w 1911 jako pierwsi zdali maturę w tym renomowanym liceum. Następnie studiował prawo na Uniwersytecie Jagiellońskim w Krakowie, gdzie należał do „Znicza”.
W latach 1914–1916, jako legionista Józefa Piłsudskiego, brał udział w walce o niepodległość Polski – był jednym z tych, którzy 6 sierpnia 1914 pod wodzą Marszałka wyruszyli z krakowskich Oleandrów. 18 sierpnia został adiutantem I batalionu. 9 października został mianowany podporucznikiem. 1 listopada został wyznaczony na stanowisko zastępcy komendanta 3. kompanii, a następnie komendanta plutonu w 4. kompanii VI batalionu 7 pułku piechoty. 18 listopada został ciężko ranny w bitwie pod Krzywopłotami .
Do Łodzi powrócił w 1916 jako oficer Legionów Polskich. Od 1917 był komendantem Polskiej Organizacji Wojskowej w Łodzi. W roku 1918 obronił doktorat w Uniwersytecie Jagiellońskim. W czasie wojny polsko-bolszewickiej jako ochotnik wstąpił do wojska. Został zweryfikowany w stopniu kapitana ze starszeństwem z dniem 1 czerwca 1919 w korpusie oficerów rezerwy piechoty. W 1922 posiadał przydział w rezerwie do 3 pułku piechoty Legionów. W 1934 roku, jako kapitan pospolitego ruszenia piechoty pozostawał w ewidencji Powiatowej Komendy Uzupełnień Łódź Miasto II. Posiadał przydział do Oficerskiej Kadry Okręgowej Nr IV. Był wówczas „przewidziany do użycia w czasie wojny”.
Po wojnie powrócił do Łodzi. Był działaczem Narodowego Związku Robotniczego oraz posłem na Sejm Ustawodawczy. W latach 1923–1927 był przewodniczącym łódzkiej rady miejskiej – z jego inicjatywy rada podjęła uchwałę o budowie w tym mieście Grobu Nieznanego Żołnierza. Działał m.in. w Rotary Club, akademickim Towarzystwie Oświaty Ludowej oraz Polskich Drużynach Strzeleckich. Od 1924 prowadził w Łodzi praktykę adwokacką. W latach 1930–1935 był posłem na Sejm III kadencji z listy BBWR, a w 1938 roku został senatorem RP V kadencji (1938–1939) z ramienia Obozu Zjednoczenia Narodowego. W 1936 roku był jednym z założycieli Towarzystwa Przyjaciół Łodzi. Działał także w ruchu zawodowym, był jednym z przywódców Polskich Związków Zawodowych „Praca”, związanych z NPR-Lewicą. Publikował w piśmie „Praca”, na łamach którego wysunął hasło: „Proletariusze polscy łącznie się”. Występując w obronie robotników, krytykował przemysłowców łódzkich, a także socjalistyczny i chadecki ruch zawodowy, którym zarzucał powiązania międzynarodowe. Wielokrotnie występował publicznie w sprawach walki z bezrobociem.
W lipcu 1939, podczas tzw. „uroczystości grunwaldzkich”, wygłosił w Łodzi, na pl. Wolności, kilkunastominutowe patriotyczne przemówienie, którego nagranie się zachowało, w którym wezwał łodzian do obrony przed Niemcami. W tym czasie mieszkał przy ul. Nawrot 7.
Od 1940, w czasie okupacji niemieckiej, działał w Warszawie w podziemiu, był działaczem Konwentu Organizacji Niepodległościowych i jego reprezentantem w Społecznym Komitecie Antykomunistycznym. Po powstaniu warszawskim trafił do obozu koncentracyjnego w Dachau, a następnie do Flossenbürga, gdzie zginął 22 kwietnia 1945 r. podczas likwidacji obozu.

## Publikacje
- Cztery lata pracy w samorządzie (1923–1927) (1927)[19]
- Z dni chmurnych i górnych. Wspomnienia (1929)[20]
- Dzień 11 listopada 1918 w Łodzi[21] (1938)[2]

## Ordery i odznaczenia
- Krzyż Srebrny Orderu Wojskowego Virtuti Militari[2][6][10] nr 6559 (17 maja 1922)[22][23]
- Krzyż Niepodległości (7 lipca 1931)[a][24]
- Krzyż Oficerski Orderu Odrodzenia Polski (10 listopada 1928)[25]
- Krzyż Walecznych[2][10]

## Upamiętnienie
W 1992 marszałek Sejmu Wiesław Chrzanowski odsłonił na budynku sejmowym tablicę z 296 nazwiskami posłów i senatorów poległych podczas II wojny światowej, na której znajduje się nazwisko Bolesława Fichny.